# Освоение территории
Освоение территории — использование человеком в хозяйственных целях ранее не тронутого природного ландшафта.
Основными видами освоения территории являются сельскохозяйственное, промышленное, транспортное, рекреационное. Традиционно сельскохозяйственные освоение занимает наибольшую площадь земель, хотя степень воздействия на окружающую среду выше у промышленного. Уровень освоенности определяется рядом показателей, разных для отдельных видов освоения: распаханность территории для сельскохозяйственного освоения; отношение стоимости производственных фондов к единице площади для промышленного; густота дорог и туристических объектов для транспортного и рекреационного соответственно. Природно-ресурсный потенциал отражает количество природных ресурсов территории, которые могут быть использованы без значительного урона для окружающей среды. Ёмкость территории характеризует объём хозяйственных объектов, которые можно разместить на территории без ущерба для экологической ситуации.